# 徐壬寿
徐 壬寿（ソ・イムス、朝鮮語: 徐壬壽/서임수、1922年8月21日 - 2016年1月4日）は、大韓民国のジャーナリスト、教授、空軍軍人、政治家。第4代韓国国会議員、第9代国民大学（現・国民大学校）学長を歴任。
小説家の康信哉は妻。

## 経歴
京城帝国大学法文学部政治科卒。高麗大学校法政大学専任講師、国民大学教授、ソウル大学校文理科大学教授、空軍政訓監、国会事務処総務局長、江原道鉄原郡選出の第4代国会議員、京郷新聞社編集局長・論説委員・副社長、中京高等学校校長・理事長、第9代国民大学（現・国民大学校）学長、学校法人国民学園理事、韓国海外開発公社社長、大韓民国憲政会政策委員会議長などを務めた。
2016年1月4日に死去。享年95。